# Universitas Studiorum
Universitas Studiorum è una casa editrice scientifica italiana, con sede a Mantova, fondata nel 2011. Pubblica principalmente monografie di ricerca, atti di convegni, saggistica e manualistica universitaria, oltre a titoli di narrativa e di poesia, e con 300 opere pubblicate si colloca fra le case editrici di medie dimensioni. Ha al suo attivo alcune collane scientifiche e il periodico scientifico elettronico "Open Journal of Humanities".
Dal 2019 aderisce al manifesto per l'accesso aperto alla letteratura scientifica e applica la distribuzione gratuita in modalità Open Access con licenza CC BY-SA di una scelta delle novità editoriali pubblicate, attraverso portali web di libero accesso, secondo le pratiche proposte nelle Dichiarazioni di Berlino e di Messina.

## Opere pubblicate
Fra gli autori pubblicati si annoverano Giuseppe Conte, giurista e politico italiano, Mario Negri, glottologo e orientalista, già rettore della IULM, Enrico Terrinoni, accademico e traduttore di Joyce, e Roberto Brunelli, scrittore e storico dell'arte mantovano. Quanto ai cataloghi d'arte, si possono citare quello dedicato all'architetto Walter di Salvo e quelli realizzati per il Palazzo Ducale di Mantova, in collaborazione con Peter Assmann. Fra le collane scientifiche, si segnala la serie "Pliegos Hispánicos", in collaborazione con l'Università degli Studi di Verona. Il periodico online in Open Access "Open Journal of Humanities", infine, pubblica dal 2019 articoli scientifici sottoposti a referaggio fra pari a doppio cieco, e annovera fra i suoi autori l'italianista Luca Serianni.